# Стеффен Іверсен
Стеффен Іверсен (норв. Steffen Iversen, нар. 10 листопада 1976, Осло) — колишній норвезький футболіст, нападник. Автор першого голу збірної Норвегії на чемпіонатах Європи.

## Клубна кар'єра
У дорослому футболі дебютував 1995 року виступами за «Русенборг», в якому провів два сезони, взявши участь у 50 матчах чемпіонату. За цей час двічі виборов титул чемпіона Норвегії, а також одного разу кубок країни.
Своєю грою за привернув увагу представників тренерського штабу англійського клубу «Тоттенхем Готспур», до складу якого приєднався в грудні 1996 року за 2,5 млн фунтів. Відіграв за лондонський клуб наступні сім з половиною сезонів своєї ігрової кар'єри. Більшість часу, проведеного у складі «Тоттенхем Хотспур», був основним гравцем атакувальної ланки команди. За цей час додав до переліку своїх трофеїв титул володаря Кубка англійської ліги, а у сезонах 1998/99 і 1999/00 Іверсен був найкращим бомбардиром «Тоттенхема».
У сезоні 2003/04 грав за «Вулвергемптон Вондерерз», але після того яка за підсумками чемпіонату команда зайняла останнє місце і покинула Прем'єр-лігу, Іверсен у червні 2004 року повернувся на батьківщину, підписавши контракт з «Волеренгою». У новому клубі Стеффен відразу став основним гравцем і у сезоні 2005 року допоміг команді виграти чемпіонат.
По завершенні сезону на правах вільного агента повернувся в «Русенборг», у складі якого ще тричі ставав чемпіоном країни. Після чергового чемпіонства у сезоні 2010 року, Іверсен не захотів продовжувати контракт і повернувся в Англію, підписавши контракт з «Крістал Пелес», що виступав у Чемпіоншипі. Щоправда, у складі «орлів» Стеффен заграти не зміг і вже на початку 2011 року покинув клуб.
До складу клубу «Русенборг» втретє за кар'єру приєднався 15 лютого 2012 року. Відіграв за команду з Тронгейма 21 матч у національному чемпіонаті, після чого в листопаді того ж 2012 року, оголосив про завершення ігрової кар'єри.

## Виступи за збірні
Протягом 1995–1998 років залучався до складу молодіжної збірної Норвегії, у складі якої брав участь у молодіжному чемпіонаті Європи 1998 року, де забив три голи і допоміг збірній завоювати бронзові нагороди. Всього на молодіжному рівні зіграв у 23 офіційних матчах, забив 17 голів.
14 жовтня 1998 року дебютував в офіційних іграх у складі національної збірної Норвегії в матчі-кваліфікації на Євро-2000 проти збірної Албанії.
У складі збірної був учасником чемпіонату Європи 2000 року у Бельгії та Нідерландах. На турнірі Іверсен забив історичний перший, і наразі єдиний, гол збірної на чемпіонатах Європи, який допоміг норвежцям дебютувати на турнірі з перемоги над збірною Іспанії.
26 березня 2011 року після матчу-кваліфікації на Євро-2012 проти збірної Данії, заявив про завершення ігрової кар'єри, провіши у формі головної команди країни 79 матчів, в яких забив 21 гол.

## Статистика виступів
Станом на 11 листопада 2012 року

### Статистика клубних виступів
| Сезон                         | Клуб                          | Чемпіонат                     | Чемпіонат | Чемпіонат | Національний кубок | Національний кубок | Національний кубок | Континентальні кубки | Континентальні кубки | Континентальні кубки | Суперкубки | Суперкубки | Суперкубки | Усього | Усього |
| Сезон                         | Клуб                          | Ліга                          | Ігор      | Голів     | Ліга               | Ігор               | Голів              | Ліга                 | Ігор                 | Голів                | Ліга       | Ігор       | Голів      | Ігор   | Голів  |
| ----------------------------- | ----------------------------- | ----------------------------- | --------- | --------- | ------------------ | ------------------ | ------------------ | -------------------- | -------------------- | -------------------- | ---------- | ---------- | ---------- | ------ | ------ |
| 1995                          | «Русенборг»                   | T                             | 25        | 8         | КН                 | ?                  | ?                  | —                    | —                    | —                    | —          | —          | —          | ?      | ?      |
| 1996                          | «Русенборг»                   | T                             | 25        | 10        | КН                 | ?                  | ?                  | —                    | —                    | —                    | —          | —          | —          | ?      | ?      |
| 1996-97                       | «Тоттенхем Хотспур»           | ПЛ                            | 16        | 6         | КА+КЛ              | ?                  | ?                  | —                    | —                    | —                    | —          | —          | —          | ?      | ?      |
| 1997-98                       | «Тоттенхем Хотспур»           | ПЛ                            | 13        | 0         | КА+КЛ              | ?                  | ?                  | —                    | —                    | —                    | —          | —          | —          | ?      | ?      |
| 1998-99                       | «Тоттенхем Хотспур»           | ПЛ                            | 27        | 9         | КА+КЛ              | ?                  | ?                  | —                    | —                    | —                    | —          | —          | —          | ?      | ?      |
| 1999-00                       | «Тоттенхем Хотспур»           | ПЛ                            | 36        | 14        | КА+КЛ              | ?                  | ?                  | —                    | —                    | —                    | —          | —          | —          | ?      | ?      |
| 2000-01                       | «Тоттенхем Хотспур»           | ПЛ                            | 14        | 2         | КА+КЛ              | ?                  | ?                  | —                    | —                    | —                    | —          | —          | —          | ?      | ?      |
| 2001-02                       | «Тоттенхем Хотспур»           | ПЛ                            | 18        | 4         | КА+КЛ              | ?                  | ?                  | —                    | —                    | —                    | —          | —          | —          | ?      | ?      |
| 2002-03                       | «Тоттенхем Хотспур»           | ПЛ                            | 19        | 1         | КА+КЛ              | ?                  | ?                  | —                    | —                    | —                    | —          | —          | —          | ?      | ?      |
| Усього за «Тоттенхем Хотспур» | Усього за «Тоттенхем Хотспур» | Усього за «Тоттенхем Хотспур» | 143       | 36        |                    | ?                  | ?                  |                      | 0                    | 0                    |            | 0          | 0          | ?      | ?      |
| 2003-04                       | «Вулвергемптон Вондерерз»     | ПЛ                            | 16        | 4         | КА+КЛ              | ?                  | ?                  | —                    | —                    | —                    | —          | —          | —          | 1      | 0      |
| 2004                          | «Волеренга»                   | T                             | 11        | 4         | КН                 | 0                  | 0                  | —                    | —                    | —                    | —          | —          | —          | 11     | 4      |
| 2005                          | «Волеренга»                   | T                             | 21        | 7         | КН                 | 5                  | 2                  | ЛЧ+КУЄФА             | 3+0                  | 2+0                  | —          | —          | —          | 29     | 11     |
| Усього за «Волеренгу»         | Усього за «Волеренгу»         | Усього за «Волеренгу»         | 32        | 11        |                    | 5                  | 2                  |                      | 3                    | 2                    |            | 0          | 0          | 40     | 15     |
| 2006                          | «Русенборг»                   | T                             | 24        | 17        | КН                 | 5                  | 7                  | —                    | —                    | —                    | —          | —          | —          | 29     | 24     |
| 2007                          | «Русенборг»                   | T                             | 23        | 13        | КН                 | 2                  | 1                  | ЛЧ+КУЄФА             | 8+1                  | 4+0                  | —          | —          | —          | 34     | 18     |
| 2008                          | «Русенборг»                   | T                             | 22        | 10        | КН                 | 2                  | 5                  | КУЄФА                | 7                    | 4                    | —          | —          | —          | 31     | 19     |
| 2009                          | «Русенборг»                   | T                             | 29        | 9         | КН                 | 3                  | 1                  | ЛЄ                   | 4                    | 1                    | —          | —          | —          | 36     | 11     |
| 2010                          | «Русенборг»                   | T                             | 30        | 14        | КН                 | 5                  | 3                  | ЛЧ+ЛЄ                | 6+6                  | 1+0                  | С          | 1          | 0          | 48     | 18     |
| 2010-11                       | «Крістал Пелес»               | ЧФЛ                           | 17        | 2         | КА+КЛ              | 1+0                | 0                  | —                    | —                    | —                    | —          | —          | —          | 18     | 2      |
| 2011-12                       | «Крістал Пелес»               | ЧФЛ                           | 3         | 0         | КА+КЛ              | 1+1                | 0                  | —                    | —                    | —                    | —          | —          | —          | 5      | 0      |
| Усього за «Крістал Пелес»     | Усього за «Крістал Пелес»     | Усього за «Крістал Пелес»     | 20        | 2         |                    | 3                  | 0                  |                      | —                    | —                    |            | —          | —          | 23     | 2      |
| 2012                          | «Русенборг»                   | T                             | 21        | 6         | КН                 | 2                  | 2                  | ЛЄ                   | 8                    | 0                    | —          | —          | —          | 31     | 8      |
| Усього Rosenborg              | Усього Rosenborg              | Усього Rosenborg              | 178       | 81        |                    | ?                  | ?                  |                      | ?                    | ?                    |            | 1          | 0          | ?      | ?      |
| Усього                        | Усього                        | Усього                        | ?         | ?         |                    | ?                  | ?                  |                      | ?                    | ?                    |            | 1          | 0          | ?      | ?      |

### Статистика виступів за збірну
| Дата       | Місто      | Господарі            | Результат | Гості                | Турнір             | Голи | Примітки |
| ---------- | ---------- | -------------------- | --------- | -------------------- | ------------------ | ---- | -------- |
| 14/10/1998 | Осло       | Норвегія             | 2 – 2     | Албанія              | Відбір до ЧЄ 2000  | -    |          |
| 18/11/1998 | Каїр       | Єгипет               | 1 – 1     | Норвегія             | товариський матч   | -    |          |
| 27/03/1999 | Афіни      | Греція               | 0 – 2     | Норвегія             | Відбір до ЧЄ 2000  | -    |          |
| 28/04/1999 | Тбілісі    | Грузія               | 1 – 4     | Норвегія             | Відбір до ЧЄ 2000  | -    |          |
| 20/05/1999 | Осло       | Норвегія             | 6 – 0     | Ямайка               | товариський матч   | 1    |          |
| 30/05/1999 | Осло       | Норвегія             | 1 – 0     | Грузія               | Відбір до ЧЄ 2000  | 1    |          |
| 05/06/1999 | Тирана     | Албанія              | 1 – 2     | Норвегія             | Відбір до ЧЄ 2000  | 1    |          |
| 18/08/1999 | Осло       | Норвегія             | 1 – 0     | Литва                | товариський матч   | -    |          |
| 04/09/1999 | Осло       | Норвегія             | 1 – 0     | Греція               | Відбір до ЧЄ 2000  | -    |          |
| 08/09/1999 | Осло       | Норвегія             | 4 – 0     | Словенія             | Відбір до ЧЄ 2000  | 1    |          |
| 09/10/1999 | Рига       | Латвія               | 1 – 2     | Норвегія             | Відбір до ЧЄ 2000  | -    |          |
| 14/11/1999 | Осло       | Норвегія             | 0 – 1     | Німеччина            | товариський матч   | -    |          |
| 29/03/2000 | Луґано     | Швейцарія            | 2 – 2     | Норвегія             | товариський матч   | -    |          |
| 26/04/2000 | Осло       | Норвегія             | 0 – 2     | Бельгія              | товариський матч   | -    |          |
| 27/05/2000 | Осло       | Норвегія             | 2 – 0     | Словаччина           | товариський матч   | 1    |          |
| 13/06/2000 | Роттердам  | Іспанія              | 0 – 1     | Норвегія             | ЧЄ 2000 - 1-й етап | 1    |          |
| 18/06/2000 | Льєж       | Югославія            | 1 – 0     | Норвегія             | ЧЄ 2000 - 1-й етап | -    |          |
| 21/06/2000 | Арнем      | Словенія             | 0 – 0     | Норвегія             | ЧЄ 2000 - 1-й етап | -    |          |
| 16/08/2000 | Гельсінкі  | Фінляндія            | 3 – 1     | Норвегія             | товариський матч   | -    |          |
| 02/09/2000 | Осло       | Норвегія             | 0 – 0     | Вірменія             | Відбір до ЧС 2002  | -    |          |
| 07/10/2000 | Кардіфф    | Уельс                | 1 – 1     | Норвегія             | Відбір до ЧС 2002  | -    |          |
| 11/10/2000 | Осло       | Норвегія             | 0 – 1     | Україна              | Відбір до ЧС 2002  | -    |          |
| 24/03/2001 | Осло       | Норвегія             | 2 – 3     | Польща               | Відбір до ЧС 2002  | -    |          |
| 28/03/2001 | Мінськ     | Білорусь             | 2 – 1     | Норвегія             | Відбір до ЧС 2002  | -    |          |
| 15/08/2001 | Осло       | Норвегія             | 1 – 1     | Туреччина            | товариський матч   | -    |          |
| 01/09/2001 | Хожув      | Польща               | 3 – 0     | Норвегія             | Відбір до ЧС 2002  | -    |          |
| 05/09/2001 | Осло       | Норвегія             | 3 – 2     | Уельс                | Відбір до ЧС 2002  | -    |          |
| 13/02/2002 | Брюссель   | Бельгія              | 1 – 0     | Норвегія             | товариський матч   | -    |          |
| 17/04/2002 | Осло       | Норвегія             | 0 – 0     | Швеція               | товариський матч   | -    |          |
| 14/05/2002 | Осло       | Норвегія             | 3 – 0     | Японія               | товариський матч   | -    |          |
| 22/05/2002 | Буде       | Норвегія             | 1 – 1     | Ісландія             | товариський матч   | -    |          |
| 07/09/2002 | Осло       | Норвегія             | 2 – 2     | Данія                | Відбір до ЧЄ 2004  | -    |          |
| 12/10/2002 | Бухарест   | Румунія              | 0 – 1     | Норвегія             | Відбір до ЧЄ 2004  | 1    |          |
| 16/10/2002 | Осло       | Норвегія             | 2 – 0     | Боснія і Герцеговина | Відбір до ЧЄ 2004  | -    |          |
| 20/11/2002 | Відень     | Австрія              | 0 – 1     | Норвегія             | товариський матч   | -    |          |
| 30/04/2003 | Дублін     | Ірландія             | 1 – 0     | Норвегія             | товариський матч   | -    |          |
| 22/05/2003 | Осло       | Норвегія             | 2 – 0     | Фінляндія            | товариський матч   | -    |          |
| 07/06/2003 | Копенгаген | Данія                | 1 – 0     | Норвегія             | Відбір до ЧЄ 2004  | -    |          |
| 11/06/2003 | Осло       | Норвегія             | 1 – 1     | Румунія              | Відбір до ЧЄ 2004  | -    |          |
| 20/08/2003 | Осло       | Норвегія             | 0 – 0     | Шотландія            | товариський матч   | -    |          |
| 06/09/2003 | Зениця     | Боснія і Герцеговина | 1 – 0     | Норвегія             | Відбір до ЧЄ 2004  | -    |          |
| 10/09/2003 | Осло       | Норвегія             | 0 – 1     | Португалія           | товариський матч   | -    |          |
| 15/11/2003 | Валенсія   | Іспанія              | 2 – 1     | Норвегія             | Відбір до ЧЄ 2004  | 1    |          |
| 19/11/2003 | Осло       | Норвегія             | 0 – 3     | Іспанія              | Відбір до ЧЄ 2004  | -    |          |
| 18/02/2004 | Осло       | Норвегія             | 4 – 1     | Північна Ірландія    | товариський матч   | 1    |          |
| 09/10/2004 | Глазго     | Шотландія            | 0 – 1     | Норвегія             | Відбір до ЧС 2006  | 1    |          |
| 13/10/2004 | Осло       | Норвегія             | 3 – 0     | Словенія             | Відбір до ЧС 2006  | -    |          |
| 16/11/2004 | Лондон     | Австралія            | 2 – 2     | Норвегія             | товариський матч   | 1    |          |
| 09/02/2005 | Валлетта   | Мальта               | 0 – 3     | Норвегія             | Відбір до ЧС 2006  | -    |          |
| 30/03/2005 | Кишинів    | Молдова              | 0 – 0     | Норвегія             | Відбір до ЧС 2006  | -    |          |
| 24/05/2005 | Осло       | Норвегія             | 1 – 0     | Коста-Рика           | товариський матч   | -    |          |
| 04/06/2005 | Осло       | Норвегія             | 0 – 0     | Італія               | Відбір до ЧС 2006  | -    |          |
| 08/06/2005 | Стокгольм  | Швеція               | 2 – 3     | Норвегія             | Відбір до ЧС 2006  | 1    |          |
| 17/08/2005 | Осло       | Норвегія             | 0 – 2     | Швейцарія            | товариський матч   | -    |          |
| 03/09/2005 | Цельє      | Словенія             | 2 – 3     | Норвегія             | Відбір до ЧС 2006  | -    |          |
| 08/10/2005 | Осло       | Норвегія             | 1 – 0     | Молдова              | Відбір до ЧС 2006  | -    |          |
| 12/10/2005 | Мінськ     | Білорусь             | 0 – 1     | Норвегія             | Відбір до ЧС 2006  | -    |          |
| 12/11/2005 | Осло       | Норвегія             | 0 – 1     | Чехія                | Відбір до ЧС 2006  | -    |          |
| 16/11/2005 | Прага      | Чехія                | 1 – 0     | Норвегія             | Відбір до ЧС 2006  | -    |          |
| 16/08/2006 | Осло       | Норвегія             | 1 – 1     | Бразилія             | товариський матч   | -    |          |
| 02/09/2006 | Будапешт   | Угорщина             | 1 – 4     | Норвегія             | Відбір до ЧЄ 2008  | -    |          |
| 06/09/2006 | Осло       | Норвегія             | 2 – 0     | Молдова              | Відбір до ЧЄ 2008  | 1    |          |
| 07/10/2006 | Афіни      | Греція               | 1 – 0     | Норвегія             | Відбір до ЧЄ 2008  | -    |          |
| 15/11/2006 | Белград    | Сербія               | 1 – 1     | Норвегія             | Відбір до ЧЄ 2008  | -    |          |
| 07/02/2007 | Рієка      | Хорватія             | 2 – 1     | Норвегія             | товариський матч   | -    |          |
| 24/03/2007 | Осло       | Норвегія             | 1 – 2     | Боснія і Герцеговина | Відбір до ЧЄ 2008  | -    |          |
| 02/06/2007 | Осло       | Норвегія             | 4 – 0     | Мальта               | Відбір до ЧЄ 2008  | 1    |          |
| 06/06/2007 | Осло       | Норвегія             | 4 – 0     | Угорщина             | Відбір до ЧЄ 2008  | 1    |          |
| 08/09/2007 | Кишинів    | Молдова              | 0 – 1     | Норвегія             | Відбір до ЧЄ 2008  | 1    |          |
| 12/09/2007 | Осло       | Норвегія             | 2 – 2     | Греція               | Відбір до ЧЄ 2008  | -    |          |
| 17/11/2007 | Осло       | Норвегія             | 1 – 2     | Туреччина            | Відбір до ЧЄ 2008  | -    |          |
| 21/11/2007 | Валлетта   | Мальта               | 1 – 4     | Норвегія             | Відбір до ЧЄ 2008  | 3    |          |
| 26/03/2008 | Подгориця  | Чорногорія           | 3 – 1     | Норвегія             | товариський матч   | -    |          |
| 06/09/2008 | Осло       | Норвегія             | 2 – 2     | Ісландія             | Відбір до ЧС 2010  | 2    |          |
| 11/10/2008 | Глазго     | Шотландія            | 0 – 0     | Норвегія             | Відбір до ЧС 2010  | -    |          |
| 15/10/2008 | Осло       | Норвегія             | 0 – 1     | Нідерланди           | Відбір до ЧС 2010  | -    |          |
| 12/08/2009 | Осло       | Норвегія             | 4 – 0     | Шотландія            | Відбір до ЧС 2010  | -    |          |
| 03/09/2010 | Рейк'явік  | Ісландія             | 1 – 2     | Норвегія             | Відбір до ЧЄ 2012  | -    |          |
| 26/03/2011 | Осло       | Норвегія             | 1 – 1     | Данія                | Відбір до ЧЄ 2012  | -    |          |
| Усього     |            | Матчів               | 79        |                      | Голів              | 21   |          |

## Титули і досягнення

### Командні
- Чемпіон Норвегії (6):

«Русенборг»: 1995, 1996, 2006, 2009, 2010
«Волеренга»: 2005
- Володар Кубка Норвегії (1):

«Русенборг»: 1995
- Володар Суперкубка Норвегії (1):

«Русенборг»: 2010
- Володар Кубка Футбольної ліги (1):

«Тоттенгем Готспур»: 1998-99

### Особисті
- Гравець року в чемпіонаті Норвегії: 2006